# Les Pujols

Les Pujols este o comună în departamentul Ariège din sudul Franței. În 1 ianuarie 2022 avea o populație de 862 de locuitori.